# HMS Thunderer (1872)
HMS Thunderer («Тандерер», англ. громовержец) — броненосец ВМС Великобритании, второй и последний корабль типа «Девастейшн», вошедший в строй в 1877 году. Служба броненосца была отмечена двумя тяжёлыми авариями, изучение причин которых серьёзно повлияло на британское и, как следствие, — мировое военное кораблестроение.

## Постройка и оснащение
«Тандерер» являлся вторым кораблём из серии броненосцев типа «Девастейшн». Корабли строились по замыслу и под руководством главного конструктора Королевского флота Э. Рида. Данный проект включал весьма смелые по тем временам конструкторские решения. Так, оба корабля стали первыми в мире мореходными безрангоутными (то есть не имевшими парусной оснастки) тяжёлыми кораблями с артиллерией в башнях. Вооружение броненосцев (4 305-мм орудия, по два в двух башнях в носу и корме; эти орудия, как и все тяжёлые орудия английского флота того периода, были дульнозарядными) рассматривалось как исключительно удачное. Такая компоновка артиллерии стала, по мнению ряда экспертов, поистине революционной для того времени и послужила прототипом для схемы большинства последующих типов броненосцев не только английского флота, но и вообще в мире, хотя огневая мощь этих кораблей рассматривалась иногда как недостаточная. Броненосцы отличались весьма хорошей по тем временам защищённостью, имея полный броневой пояс толщиной 305 мм. Существенным недостатком стал слишком низкий надводный борт — всего 1,4 м, что приводило к сильному заливанию кораблей на ходу даже в умеренную погоду; такая конструкция стала следствием стремления проектировщиков прикрыть бронёй всю надводную часть борта, для чего пришлось сильно уменьшить её высоту.
Броненосец строился на верфи в Пембруке, он был заложен в июне 1869 года, спущен на воду в марте 1872 года. Сразу после постройки «Тандерер» получил смешанное вооружение — в носовой башне орудия были заменены на 12,5-дюймовые (318 мм) с длиной ствола 35 калибров. Корабль оборудовали также гидравлической системой заряжания (он стал первым английским кораблём с такой системой), но станки были оставлены прежние. Благодаря этому нововведению численность личного состава, находившегося в каждой башне, уменьшилась до 10 чел. (ранее — 22 чел.).
Опасения многих специалистов в отношении мореходности головного корабля серии, «Девастейшн», возникшие после гибели в сентябре 1870 года новейшего броненосца «Кэптен» (обладал неудовлетворительной остойчивостью и перевернулся под воздействием шквального ветра), привели к сильному затягиванию с вводом в строй «Тандерера». Было решено отложить приёмку второго корабля, пока первый — «Девастейшн» — полностью не подтвердит свою надёжность по итогам всесторонних испытаний на мореходность. Броненосец был официально введён в строй лишь в мае 1877 года, причём сразу был оснащён экспериментальными торпедными аппаратами калибра 406 мм.

## Взрыв котлов в 1876 году
На «Тандерере» установили горизонтальные паровые машины прямого действия фирмы «Хамфриз энд Теннант» и он стал первым линейным кораблём с механизмами, целиком изготовленными этой фирмой. На испытаниях в июле 1876 года машины броненосца развили мощность 6270 л. с., показав ход в 13,4 узла. Однако испытания были прерваны из-за взрыва котла.
14 июля «Тандерер», выйдя из Портсмута, направился в район Стоукс-Бей для продолжения ходовых испытаний (помимо экипажа, на борту находилось значительное число специалистов, следивших за испытаниями). На корабле были разведены пары, он начал развивать полный ход, когда с находившихся поблизости других кораблей заметили, что броненосец сильно па́рит — причём пар, валивший огромными клубами, выбивался преимущественно из палубных люков. Выяснилось, что на корабле произошёл взрыв правого котла в носовом котельном отделении. Из стенки котла был вырван кусок размером примерно 5 на 1,3 м — почти весь лист верхней части обшивки; в результате аварии оказалась разрушена также почти вся система обогрева котла. Вырвавшийся из лопнувшего котла горячий пар и раскалённые газы из разрушенной топки заполнили котельные и машинные отделения броненосца. Потери экипажа оказались тяжёлыми: погибли, по одним данным, 36 моряков, по другим — 45 (вторая цифра была приведена, в частности, в авторитетной газете «Иллюстрейтед Лондон Ньюс» за 2 сентября 1876 года), при этом 10 чел. погибли сразу, остальные скончались позже от ожогов. Среди погибших был и командир броненосца, который в момент аварии находился в котельном отделении. Десятки людей получили ранения и ожоги.
С учётом тяжести аварии, повлекшей столь большие жертвы, расследование проводилось с особой тщательностью и затянулось до сентября. Непосредственной причиной катастрофы был назван «человеческий фактор», то есть халатность: запорный клапан котла был заблокирован. Кроме того, и предохранительный клапан, и манометр оказались неисправными из-за оржавления. В целом, мнение специалистов склонялось к тому, что инцидент на броненосце сам по себе никоим образом не свидетельствовал о наличии серьёзных недостатков в конструкции котлов. Считалось, что при полностью исправных клапанах аварии бы не произошло. Однако взрыв котла на «Тандерере» выявил принципиально важный факт — котлы применявшейся конструкции, имевшие форму параллелепипеда, не были рассчитаны на повышенное давление пара, необходимое для развития скорости на броненосцах новых типов. Осознание этого факта привело к установке более прогрессивных типов котлов на более новых броненосцах британского флота. Именно случай с «Тандерером» привёл к разработке и принятию в 1879 году специальных инструкций по флоту по обращению с паровыми машинами.
Авария котла вызвала достаточно серьёзную задержку ввода броненосца в строй. Ходовые испытания были продолжены: в январе 1877 года при 6-часовом испытании на полный ход при ветре 7-9 баллов и штормовом море «Тандерер» развил мощность 5749 л. с. — на 149 л. с. больше контрактной.

## Взрыв орудия в 1879 году
В 1878 году «Тандерер» совершил поход в воды Османской империи в составе сил британского флота, направленных туда во время Русско-турецкой войны. 2 января 1879 года, когда «Тандерер» находился в Мраморном море, во время учебных стрельб на нём произошёл взрыв в левом орудии носовой башни, который привёл к гибели по одним данным, 10 чел., по другим 11, ещё 30 были ранены. Это случилось из-за того, что орудие было по ошибке заряжено дважды — после того, как по какой-то причине выстрела не произошло, орудие было заряжено повторно. После этого произведённый выстрел привёл к взрыву порохового заряда и снаряда в стволе.
Известный английский военно-морской историк О. Паркс приводит высказывание адмирала Э. Сеймура, анализировавшего произошедшее:
Оба башенных орудия выстрелили одновременно, и видимо снаряд не покинул одно из них. Кажется невероятным, что подобное могло произойти незамеченным, но по собственному опыту я могу это понять. Во время выстрела люди из башенных расчётов часто затыкают уши и иногда даже закрывают глаза... и не замечают насколько отъехали орудия после отдачи. Так, без сомнения, и произошло. Оба орудия были сразу перезаряжены, а прибойник, действующий механически, быстро вернулся назад и уже не мог показать, насколько глубоко был дослан новый заряд. Это может выглядеть неправдоподобным, но так наверняка и случилось, и орудие во время выстрела разорвалось, убив при этом двух офицеров, нескольких нижних чинов и разрушив башню.
Проведённое расследование установило, что непосредственной причиной произошедшего было «грубое нарушение дисциплины заряжания». Тем не менее, выявился важный факт: подобная авария не могла произойти, если бы на корабле были установлены не дульнозарядные, а казнозарядные орудия, которые невозможно зарядить дважды. Хотя дискуссия на Королевском флоте относительно необходимости перехода к казнозарядной тяжёлой артиллерии продолжалась ещё несколько лет, именно взрыв в башне «Тандерера» обозначил наличие серьёзной проблемы. Считалось, что конструкция системы заряжания на «Тандерере» была настолько удачной, что если бы не инцидент 2 января 1879 года, переход английского флота на казнозарядные орудия затянулся бы ещё на несколько лет. Впрочем, российские исследователи не рекомендуют преувеличивать значение данной аварии.

## Последующая служба
«Тандерер» сравнительно недолго оставался кораблём первой линии. В 1881 году он был выведен в резерв на Мальте, не в последнюю очередь из-за того, что вследствие двух упомянутых катастроф стал считаться «несчастливым»; во время нахождения в резерве броненосец формально числился как стоящий на ремонте. В это время он был несколько переоборудован — торпедные аппараты были заменены на 14-дюймовые (356 мм), смонтирована увеличенная штурманская рубка. Он на непродолжительное время вернулся в строй в 1885-86 годах, затем был разоружён на верфи в Чатеме для ремонта и в январе 1888 года был зачислен в резерв в Портсмуте. В 1891-1892 годах «Тандерер» (вместе с «Девастейшн») был перевооружён: главный калибр заменили на 10-дюймовые (254 мм) казнозарядные орудия, стрелявшие снарядами весом 500 фунтов (227 кг). Были установлены 14 орудий вспомогательного калибра. Старые механизмы заменили паровыми машинами тройного расширения и цилиндрическими трубчатыми котлами, дававшими при форсировании мощность в 7000 л. с. Запас угля, который первоначально составлял на «Тандерере» 1600 т, был уменьшен до 1200 т. Броненосец получил тяжёлую колоннообразную мачту за носовой башней. Был добавлен также навесной мостик, установлены новые дымовые трубы В 1895 году устаревший броненосец был переведён в Пембрук в качестве корабля охраны базы, в декабре 1900 года — выведен в резерв. В 1907 году «Тандерер» был исключён из боевого состава флота, а в 1909 году продан на слом.
Интересно, что «Тандерер», несмотря на недостатки его мореходных качеств (прежде всего, вызванные слишком низким надводным бортом), на протяжении всего срока своей службы считался эталоном устойчивости на волне. Известный военно-морской теоретик адмирал Ф. Коломб отзывался о нём как об «устойчивой старой скале, которую ничто не поколеблет», а выражение «устойчив, как старый „Тандерер“» было в те годы среди специалистов высшей оценкой остойчивости корабля. Вообще, отмечается, что в поздний период службы «Тандерера» его репутация на флоте была весьма высокой, несмотря на первоначальный имидж «несчастливого» корабля.